# Eddie Shore Award
Der Eddie Shore Award ist eine Eishockeytrophäe der American Hockey League. Sie wird an den besten Verteidiger der regulären Saison vergeben wird. Benannt ist die Trophäe nach Eddie Shore, einem ehemaligen Eishockeyspieler. Der Gewinner wird von Medienvertretern und AHL-Spielern gewählt.

## Gewinner
| Jahr    | Spieler             | Team                                                 |
| ------- | ------------------- | ---------------------------------------------------- |
| 2024/25 | Jacob MacDonald     | Colorado Eagles                                      |
| 2023/24 | Kyle Capobianco     | Manitoba Moose                                       |
| 2022/23 | Christian Wolanin   | Abbotsford Canucks                                   |
| 2021/22 | Jordan Gross        | Colorado Eagles                                      |
| 2020/21 | Ryan Murphy         | Henderson Silver Knights                             |
| 2019/20 | Jake Bean           | Charlotte Checkers                                   |
| 2018/19 | Zach Redmond        | Rochester Americans                                  |
| 2017/18 | Sami Niku           | Manitoba Moose                                       |
| 2016/17 | Matt Taormina       | Syracuse Crunch                                      |
| 2015/16 | T. J. Brennan       | Toronto Marlies                                      |
| 2014/15 | Chris Wideman       | Binghamton Senators                                  |
| 2013/14 | T. J. Brennan       | Toronto Marlies                                      |
| 2012/13 | Justin Schultz      | Oklahoma City Barons                                 |
| 2011/12 | Mark Barberio       | Norfolk Admirals                                     |
| 2010/11 | Marc-André Gragnani | Portland Pirates                                     |
| 2009/10 | Danny Groulx        | Worcester Sharks                                     |
| 2008/09 | Johnny Boychuk      | Providence Bruins                                    |
| 2007/08 | Andrew Hutchinson   | Hartford Wolf Pack                                   |
| 2006/07 | Sheldon Brookbank   | Milwaukee Admirals                                   |
| 2005/06 | Andy Delmore        | Springfield Falcons                                  |
| 2004/05 | Niklas Kronwall     | Grand Rapids Griffins                                |
| 2003/04 | Curtis Murphy       | Milwaukee Admirals                                   |
| 2002/03 | Curtis Murphy       | Houston Aeros                                        |
| 2001/02 | John Slaney         | Philadelphia Phantoms                                |
| 2000/01 | John Slaney         | Wilkes-Barre/Scranton Penguins Philadelphia Phantoms |
| 1999/00 | Brad Tiley          | Springfield Falcons                                  |
| 1998/99 | Ken Sutton          | Albany River Rats                                    |
| 1997/98 | Jamie Heward        | Philadelphia Phantoms                                |
| 1996/97 | Darren Rumble       | Philadelphia Phantoms                                |
| 1995/96 | Barry Richter       | Binghamton Rangers                                   |
| 1994/95 | Jeff Serowik        | Providence Bruins                                    |
| 1993/94 | Chris Snell         | St. John’s Maple Leafs                               |
| 1992/93 | Bobby Dollas        | Adirondack Red Wings                                 |
| 1991/92 | Greg Hawgood        | Cape Breton Oilers                                   |
| 1990/91 | Norm Maciver        | Cape Breton Oilers                                   |
| 1989/90 | Eric Weinrich       | Utica Devils                                         |
| 1988/89 | David Fenyves       | Hershey Bears                                        |
| 1987/88 | David Fenyves       | Hershey Bears                                        |
| 1986/87 | Brad Shaw           | Binghamton Whalers                                   |
| 1985/86 | Jim Wiemer          | New Haven Nighthawks                                 |
| 1984/85 | Richie Dunn         | Binghamton Whalers                                   |
| 1983/84 | Garry Lariviere     | St. Catharines Saints                                |
| 1982/83 | Greg Tebbutt        | Baltimore Skipjacks                                  |
| 1981/82 | Dave Farrish        | New Brunswick Hawks                                  |
| 1980/81 | Craig Levie         | Nova Scotia Voyageurs                                |
| 1979/80 | Rick Vasko          | Adirondack Red Wings                                 |
| 1978/79 | Terry Murray        | Maine Mariners                                       |
| 1977/78 | Terry Murray        | Maine Mariners                                       |
| 1976/77 | Brian Engblom       | Nova Scotia Voyageurs                                |
| 1975/76 | Noel Price          | Nova Scotia Voyageurs                                |
| 1974/75 | Joe Zanussi         | Providence Reds                                      |
| 1973/74 | Gordie Smith        | Springfield Kings                                    |
| 1972/73 | Ray McKay           | Cincinnati Swords                                    |
| 1971/72 | Noel Price          | Springfield Kings / Nova Scotia Voyageurs            |
| 1970/71 | Marshall Johnston   | Cleveland Barons                                     |
| 1969/70 | Noel Price          | Springfield Kings                                    |
| 1968/69 | Bob Blackburn       | Buffalo Bisons                                       |
| 1967/68 | Bill Needham        | Cleveland Barons                                     |
| 1966/67 | Bob McCord          | Pittsburgh Hornets                                   |
| 1965/66 | Jim Morrison        | Quebec Aces                                          |
| 1964/65 | Al Arbour           | Rochester Americans                                  |
| 1963/64 | Ted Harris          | Cleveland Barons                                     |
| 1962/63 | Marc Reaume         | Hershey Bears                                        |
| 1961/62 | Kent Douglas        | Springfield Indians                                  |
| 1960/61 | Bob McCord          | Springfield Indians                                  |
| 1959/60 | Larry Hillman       | Providence Reds                                      |
| 1958/59 | Steve Kraftcheck    | Rochester Americans                                  |